# 多多馬區
多多馬區是坦桑尼亞的一個地區，首府為多多馬，面積41,310平方公里，佔全國土地5%。2002年8月人口1,698,996，是坦桑尼亞第12個地區，下分五縣。
多多馬區出産豆類、種子、穀物、花生、茶葉和煙草，也有飼養牛隻。

## 外部連結
- Official website of the regionArchive.today的存檔，存档日期2012-12-05
- Tanzanian Government Directory Database